# Pelmatosphaera polycirri
Pelmatosphaera polycirri is een diersoort in de taxonomische indeling van de Orthonectida. Deze minuscule parasieten hebben geen weefsels of organen en bestaan uit slechts enkele tientallen cellen.
Het organisme behoort tot het geslacht Pelmatosphaera en behoort tot de familie Pelmatosphaeridae. De wetenschappelijke naam van de soort werd voor het eerst geldig gepubliceerd in 1904 door Caullery & Mesnil.